# Peter Jahoda
Peter Jahoda (* 30. November 1953 in Garmisch-Partenkirchen; † 31. Januar 1991 in Potsdam) war ein deutscher Schauspieler.

## Leben
Peter Jahoda wurde als zweiter Sohn des Schauspielers und Entertainers Lutz Jahoda geboren.
Seine bekanntesten Rollen in Film und Fernsehen waren der erwachsene Jakob (der entzauberte Zwerg Nase) im Film Zwerg Nase sowie der 2. Obskuraner in der Fernsehserie Spuk von draußen. Insgesamt wirkte er in über 20 Film-und-Fernsehproduktionen mit, darunter auch in mehreren Filmen der TV-Reihen Polizeiruf 110 und Der Staatsanwalt hat das Wort. Zudem war er auch in der Literaturverfilmung Martin Luther zu sehen.
Jahoda starb am 31. Januar 1991 im Alter von 37 Jahren nach einem epileptischen Anfall.

## Filmografie
- 1975: Looping
- 1978: Zwerg Nase
- 1980: Polizeiruf 110: Der Einzelgänger (Fernsehreihe)
- 1981: Darf ich Petruschka
- 1982: Die Nebelschlucht
- 1982: Dein unbekannter Bruder
- 1982: Kein Mann für zwei
- 1982: Stabwechsel in der 7c
- 1983: Der Staatsanwalt hat das Wort: Ein gefährlicher Fund (Fernsehreihe)
- 1983: Martin Luther (TV-Mehrteiler, Teil 4: Hier stehe ich...)
- 1984: Bockshorn
- 1984: Romeo und Julia auf dem Dorfe
- 1984: Und laß dir kein Unrecht gefallen
- 1984: Auf dem Sprung
- 1986: Der Staatsanwalt hat das Wort: Ein feiner Dreh
- 1987: Polizeiruf 110: Zwei Schwestern
- 1987–1988: Spuk von draußen (Fernsehserie, 6/9 Folgen)
- 1988: Kai aus der Kiste
- 1988: Mensch, mein Papa...!
- 1990: Kein Wort von Einsamkeit
- 1992: Karl May (TV-Miniserie)